# Número de gradiente de Richardson
El número de gradiente de Richardson o simplemente número de Richardson (Ri) es una magnitud adimensional que describe la estabilidad de flujos, ya sean laminares o turbulentos, en la dinámica de fluidos. La fórmula compara la energía potencial debida a la estratificación de densidad con la energía cinética de los movimientos del fluido.

## Definición
Sea {\displaystyle {\vec {u}}} la componente horizontal del viento medio a una altitud determinada y sea N la frecuencia de Brunt-Väisälä. El número de gradiente de Richardson o número local de Richardson se define como:
{\displaystyle Ri={N^{2} \over \left({\partial {\vec {u}} \over \partial {z}}\right)^{2}}}
Se observa que esta cantidad es un número puro, adimensional. El número de Richardson también se puede expresar de la siguiente manera:
{\displaystyle Ri={{g \over \theta }{\partial \theta  \over \partial z} \over \left({\partial {\vec {u}} \over \partial {z}}\right)^{2}}}
donde {\displaystyle \theta } es la temperatura potencial.
Se puede «generalizar» esta definición a espesores finitos sustituyendo la derivada parcial por una diferencia finita. Se obtiene entonces la definición del número global de Richardson de la siguiente manera:
{\displaystyle Ri_{g}={g\Delta \theta \Delta z \over \theta \Delta ({\vec {u}})^{2}}}
La determinación de estas magnitudes permite comprender cómo se desarrollan y se comportan ciertas estructuras dentro de flujos laminares, y resulta de gran utilidad práctica en áreas como la meteorología, la oceanografía y diversas áreas de la ingeniería.

### Número global de Richardson (BRN)
El número global de Richardson es una aproximación de {\displaystyle Ri_{g}} obtenida utilizando los gradientes locales entre capas determinadas de la atmósfera, es decir:
{\displaystyle B\!R\!N={\frac {{\frac {g}{T_{v}}}\Delta \theta _{v}\Delta Z}{\Delta U^{2}+\Delta V^{2}}}}
Dónde:
- {\displaystyle \theta _{v}} = Temperatura potencial virtual a través de una capa {\displaystyle \Delta Z};
- {\displaystyle T_{v}} = Temperatura virtual;
- U y V son los componentes ortogonales del viento {\displaystyle {\vec {u}}} en la capa.

El término superior corresponde al «EPCD» y el inferior al cizallamiento de los vientos en la capa. Al igual que en meteorología, donde el «BRN» se utiliza para estimar el tipo de tormentas, el componente de cizallamiento del «BRN» se elige como la diferencia vectorial entre el viento medio en la capa de 0 a 6 km ({\displaystyle \scriptstyle {\vec {V}}_{\text{6 km}}}) y el de la capa entre 0 metros ({\displaystyle \scriptstyle {\vec {V}}_{500}}). El resultado corresponde así a la magnitud del vector de cizallamiento entre la capa cercana al suelo y el viento medio en la capa donde se desplazan las nubes convectivas.